# JBLオールスターゲーム
JBLオールスターゲーム（JBL All-Star Game）は、日本バスケットボールリーグ（JBL）が主催していた対抗試合である。

## 歴史
オールスターは日本協会主催時代より行われていた。当時1部リーグはタイガーとクーガーの2ディビジョン制を採っていたためそれぞれのディビジョンに分かれて行われ、日本リーグ機構（旧JBL）発足後もこの形式で継続された。JBLが女子も統括していた時代には女子のオールスターも合わせて開催していた。現行の女子日本リーグ（WJBL）移行後も数年は行われていたが、2002年3月を最後に女子のオールスターは開催されなかった（2016年に復活）。
ところが、2000年にスーパーリーグに移行すると、チーム編成も変更される。所属チームの枠組みを外し、ホワイトとブラック（後にブルー）に分かれて編成された。
旧JBL時代は国立代々木競技場第二体育館など首都圏の会場を使用していたが、開催時期はシーズンによって異なり、ファイナル終了後に行うシーズンもあれば前半戦終了後（12月または1月）に行うシーズンもあった。
2007-08以降は新JBL下での大会として12月下旬に参加チームの主管よる持ち回りで開催された。2008-09からは12月23日に固定されていた。

## 試合概要
新JBLではファン投票などにより選出された10人からなる2チームによる東西対抗形式となる。
ファン投票は各5ポジション1位と外国籍選手2名を選出。残り3名はメディア・チーム推薦により選出される。投票は会場投票・インターネット投票・ハガキ投票の3通りで行われる。締め切りは11月中旬頃まで（ハガキ投票は当日消印有効）。

## 放送について
2004-05まではJ SPORTS、2005-06からはスカイ・A sports +で中継されている。

## 冠スポンサー
- 1996-97 ファミリーマート
- 2000-01～2003-04 コンバース（コンバースオールスターゲーム）
- 2006-07 スカイ・エー（オールスターゲーム supported by sky・A sports+）
- 2008-09・2010-11 コジマ（KOJIMA JBL ALL-STAR）

## 過去の結果
| 年      | 月日     | 会場                       | 勝者     | スコア  | 敗者     | MVP                                  |
| ------- | -------- | -------------------------- | -------- | ------- | -------- | ------------------------------------ |
| 1995-96 |          | 国立代々木競技場第二体育館 | タイガー | 112-105 | クーガー | トム・ホーバス（トヨタ自動車）       |
| 1996-97 | 3月23日  | 国立代々木競技場第二体育館 | タイガー | 104-91  | クーガー | トム・ホーバス（トヨタ自動車）       |
| 1997-98 | 12月     | 国立代々木競技場第二体育館 | クーガー | 140-98  | タイガー | 折茂武彦（トヨタ自動車）             |
| 1998-99 |          | 国立代々木競技場第二体育館 | タイガー | 134-117 | クーガー | 折茂武彦（トヨタ自動車）             |
| 1999-00 |          | 有明コロシアム             | タイガー | 100-98  | クーガー | 北卓也（東芝）                       |
| 2000-01 |          | 国立代々木競技場第二体育館 | ブルー   | 116-112 | レッド   | ルシアス・デービス（いすゞ自動車）   |
| 2001-02 |          | 国立代々木競技場第二体育館 | ブルー   | 111-93  | レッド   | ケーシー・カルバリー（いすゞ自動車） |
| 2002-03 | 3月20日  | 国立代々木競技場第二体育館 | ブルー   | 108-90  | ホワイト | 折茂武彦（トヨタ自動車）             |
| 2003-04 | 12月19日 | 国立代々木競技場第二体育館 | ブラック | 131-106 | ホワイト | 庄司和広（新潟）                     |
| 2004-05 | 3月31日  | 国立代々木競技場第二体育館 | ブルー   | 102-98  | ホワイト | 折茂武彦（トヨタ自動車）             |
| 2005-06 | 1月14日  | 国立代々木競技場第二体育館 | ブルー   | 107-103 | ホワイト | 折茂武彦（トヨタ自動車）             |
| 2006-07 | 1月14日  | 横浜文化体育館             | ブルー   | 107-103 | ホワイト | 折茂武彦（トヨタ自動車）             |
| 2007-08 | 12月25日 | 月寒アルファコートドーム   | WEST     | 122-112 | EAST     | 朝山正悟（オーエスジー）             |
| 2008-09 | 12月23日 | 宇都宮市体育館             | EAST     | 120-98  | WEST     | 川村卓也（リンク栃木）               |
| 2009-10 | 12月23日 | 月寒アルファコートドーム   | EAST     | 132-120 | WEST     | 折茂武彦（北海道）                   |
| 2010-11 | 12月23日 | ALSOKぐんまアリーナ        | WEST     | 117-114 | EAST     | ロン・ヘール（三菱電機）             |
| 2011-12 | 12月23日 | 広島グリーンアリーナ       | EAST     | 134-131 | WEST     | 川村卓也（リンク栃木）               |
| 2012-13 | 12月24日 | パークアリーナ小牧         | EAST     | 126-119 | WEST     | 折茂武彦（北海道）                   |